# Nitrocelluloselack

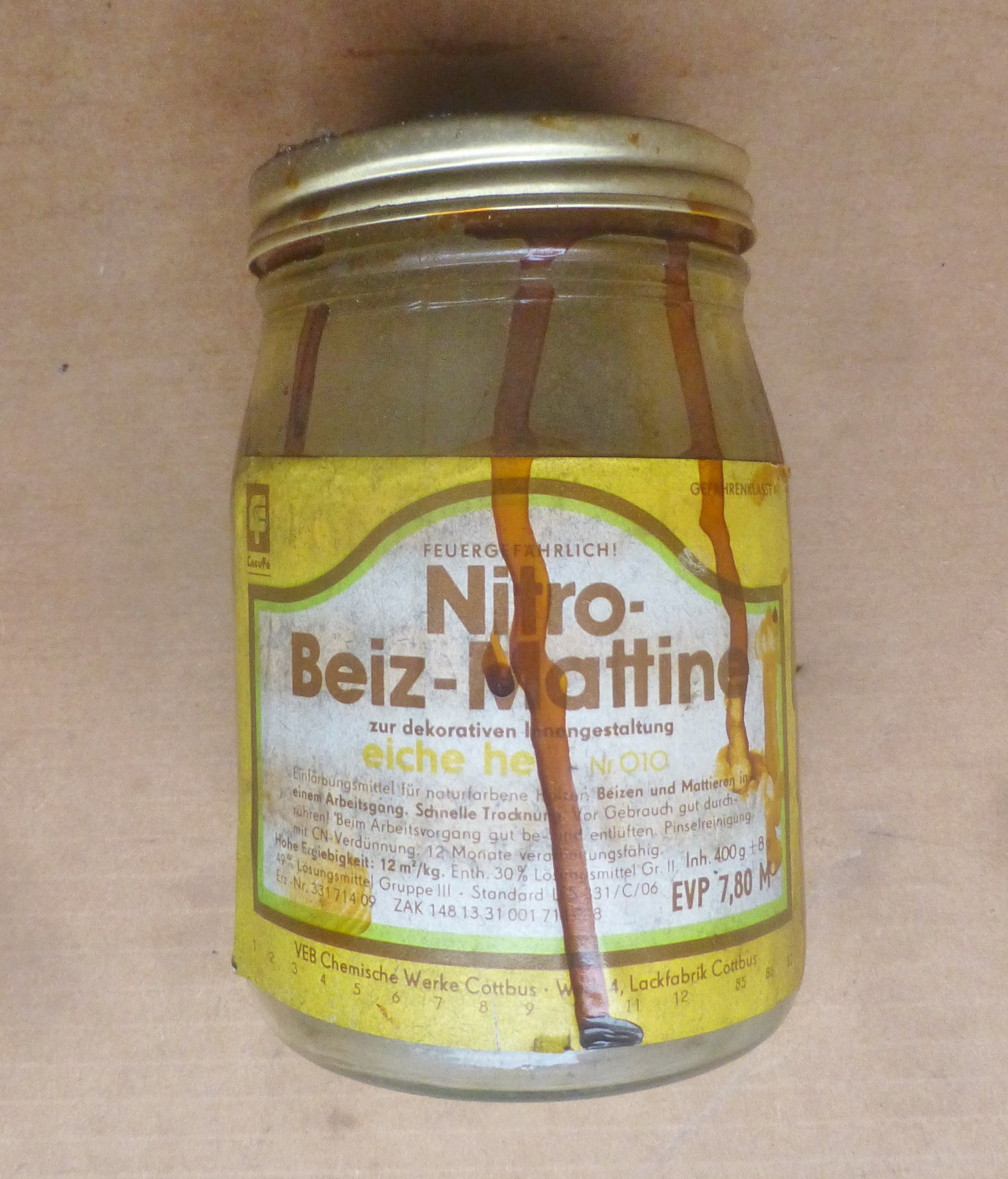
Nitro-Beiz-Mattine - Einfärbungsmittel für naturfarbene Hölzer: Beizen und Mattieren in einem Arbeitsgang

Nitrocelluloselacke (Nitro-, NC- oder CN-Lacke), alternative Schreibweise Nitrozelluloselacke sind eine Familie von Lacken (oder, im weiteren Sinne, Anstrichen), die nach dem verwendeten Bindemittel Cellulosenitrat – umgangssprachlich auch fälschlich als „Nitrocellulose“ bezeichnet – benannt ist, ein bekannter Vertreter ist der Zaponlack.

## Geschichte
Die ersten auf Nitrocellulose beruhenden Lacke wurden 1905 entwickelt. Als schnelltrocknende Farbe auf Basis von aus Baumwolle synthetisierten Kunstharzen erlangten sie Anfang der 1920er Jahre in den Vereinigten Staaten für die Automobilproduktion große Bedeutung. Bis dahin war die einzige in vertretbarer Zeit (ca. 48 Stunden) trocknende Farbe das sogenannte Japan Black. Dies veranlasste Henry Ford zu der Aussage, man könne seine Autos in jeder Farbe bekommen, solange es nur Schwarz sei – andere Farben waren damals Luxusfahrzeugen vorbehalten. Dies änderte sich erst 1923 mit der Einführung des blauen Nitrolacks Duco True Blue von DuPont, der erstmals bei den 1925er Modellen der Oakland-Marke von General Motors verwendet wurde. Nitrolacke wurden in der Automobilindustrie bis in die 1950er Jahre verwendet.
Eine grundlegende Forschung und umfassende Entwicklung von Nitrocelluloselacken hat der deutsche Chemiker Alfred Kraus (1899–1979) betrieben.

## Verdünnung
Zum Verdünnen, Lösen oder Pinselreinigen verwendet man die sogenannte Nitroverdünnung oder -lösung. Sie hat die gleiche Zusammensetzung wie die in den Nitrolacken verwendeten Lösungsmittel. Sie besteht in der Regel aus Estern und Kohlenwasserstoffen. Alternativ kann auch Universalverdünnung verwendet werden.

## Verwendung, Vorteile
Nitrolacke weisen eine gute mechanische Belastbarkeit auf und werden deswegen in erster Linie zur Veredelung von Hölzern im Innenbereich, insbesondere von Möbeln oder Musikinstrumenten sowie für Metalle im Innenbereich verwendet.
Sie lassen sich leicht verarbeiten und trocknen durch den hohen Lösungsmittelanteil schnell. 
Beim Überstreichen löst das in der frischen Schicht enthaltene Lösungsmittel jedoch die darunterliegende, alte Schicht wieder an. Deshalb werden sie oft nur gespritzt.
Teilweise ist das Anlösen der bereits aufgetragenen Farbe erwünscht, da sich Reparaturstellen nahtlos mit den erhaltenen Stellen verbinden (siehe etwa Spannlack im Flugzeugbau und im Flugmodellbau).
Nitrolacke gelten als vergleichsweise witterungsempfindlich (also eher für den Innenbereich geeignet), wenig lichtecht und wenig beständig gegen Chemikalien, Wasser und Wärme.
In der Möbelindustrie werden Nitrolacke lange bevorzugt verarbeitet. Sie sind preiswert und leicht zu verarbeiten. In der Regel werden Nitrolacke mit der Spritzpistole aufgetragen.
Aufgrund des erhöhten Lösemittelanteils im Nitrolack werden heute eher Wasserlacke wie z. B. Acryllack verwendet.

## Inhaltsstoffe
Neben Cellulosenitrat enthalten Nitrolacke üblicherweise noch andere synthetische Harze, Pigmente oder Farbstoffe (außer bei Klarlacken), Verdünnungs- und Lösungsmittel (teilweise Xylol und Toluol) sowie Weichmacher, Mattierungs-, Schleif- und Lichtschutzmittel. 

## Entsorgung, Umwelt- und Gesundheitsaspekte
Durch den hohen Lösungsmittelanteil von bis zu 70 % (entsprechend geringer Festkörpergehalt) können gesundheitliche Risiken für Verarbeiter entstehen. 